# رود لیله
لیله (به کردی: لێڵە، به‌معنایِ «گل‌آلود») رودخانه‌ای به طول ۵۰ کیلومتر در استان‌هایِ کرمانشاه و کردستان می‌باشد که از دامنهٔ شمالیِ کوه «بندگاز» در دولت‌آبادِ روانسر سرچشمه می‌گیرد و پس‌از عبور از چندین روستا به‌همراه رودخانه‌ٔ سیروان و زمکان، وارد سد دربندی‌خانِ در اقلیم کردستان عراق می‌شود.